# Die Prinzessin und der Kobold

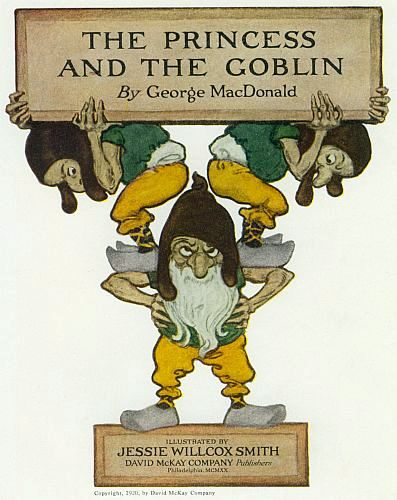
Titelbild von Jessie Willcox Smith für die Edition 1920

Die Prinzessin und der Kobold (Originaltitel: The Princess and the Goblin), in älteren Übersetzungen  Die Prinzessin und die Kobolde, ist ein Fantasy-Roman des schottischen Autors George MacDonald aus dem Jahr 1872. Mit seiner vielfältigen Symbolik und Darstellung der unterirdisch lebenden Goblins wurde das Kinderbuch zu einer wichtigen Inspirationsquelle für spätere Fantasy-Literatur, allen voran die Werke J. R. R. Tolkiens. 1883 erschien unter dem Titel Die Prinzessin und Curdie eine Fortsetzung.

## Handlung
Die achtjährige Prinzessin Irene lebt in einem Schloss in den Bergen und verbringt die Tage in Gesellschaft ihrer Kinderfrau Lootie. Ihr Vater, der König, ist aufgrund staatlicher Verpflichtungen die meiste Zeit unterwegs, ihre Mutter bereits verstorben. Eines verregneten Tages verläuft sich Irene in den Weiten des Schlosses und trifft im höchsten Turm auf eine wunderschöne, mysteriöse Frau mit langem weißen Haar. Die von weißen Tauben umgebene Dame sitzt an einem Spinnrad und gibt sich ihr als ihre Ururgroßmutter und Namensschwester Irene zu erkennen.
Den nächsten Tag verbringen Prinzessin Irene und Lootie im Freien, wo sie nach Einbruch der Dunkelheit von einer Gruppe Kobolde (in der Originalfassung Goblins) verfolgt werden. Der Bergmannsjunge Curdie eilt den beiden zu Hilfe und schlägt die Kreaturen mit seinem Gesang in die Flucht. Am nächsten Morgen begleitet Curdie seinen Vater in die Minen und wird Zeuge eines Gesprächs zweier Kobolde, deren Füße sich als wunder Punkt erweisen. Er schleicht ihnen hinterher und erfährt von ihrem Plan, die „Sonnenleute“ zu unterwerfen und die Minen zu fluten. Bald darauf wird Irene von einer ungeheuren, langbeinigen Katzenkreatur angegriffen, woraufhin sie in die Berge flüchtet und vom Licht ihrer Ururgroßmutter heimgeführt wird. Diese überreicht ihr einen magischen Ring, der einen nur für sie sichtbaren Faden spinnt.
Curdie stellt unterdessen weitere Nachforschungen in den Koboldhöhlen an. Als er entdeckt wird, tritt er den Angreifern auf die Füße, bis er an der Königin scheitert, die steinerne Schuhe trägt. Er versucht sich mit Singen zu wehren, wird jedoch in ein Verlies geworfen, wo er verhungern soll. Der magische Faden führt die Prinzessin zum Versteck ihres Freundes und die beiden fliehen aus dem Berginneren. Als sie Curdie ihre Ururgroßmutter vorstellen will, wird klar, dass diese offenbar nur für sie sichtbar ist.
Der Junge findet heraus, dass die Kobolde einen Tunnel zum Schloss bauen und der Koboldprinz Irene entführen will. Als er versucht, im Schloss Alarm zu schlagen, verletzt er sich und wird von den Wachen eingesperrt. Daraufhin erscheint ihm Irenes Ururgroßmutter und heilt seine Wunde. Curdie entkommt und setzt sich gegen die mittlerweile ins Schloss vorgedrungenen Kobolde zur Wehr, indem er ihnen auf die Füße tritt. Nach deren Rückzug wähnt er die Prinzessin in ihren Fängen, folgt dem magischen Faden und findet sie im Haus seiner Eltern in Sicherheit. Voll Frust fluten die Kobolde schließlich die Minen und das Schloss, fallen dabei aber selbst dem Wasser zum Opfer. Als Belohnung bietet der König Curdie einen Posten als Leibgardist an, doch dieser lehnt ab und verlangt stattdessen nach einem roten Unterrock für seine Mutter.

## Illustrationen
Im Laufe der Jahre wurden verschiedene Ausgaben des Buches von namhaften Künstlern illustriert. Nachhaltige Bekanntheit erlangten die Darstellungen von Arthur Hughes (J. B. Lippincott Company, 1907), Helen Stratton (Blackie & Son, 1911), Jessie Willcox Smith (David McKay Publishers, 1920) und Charles Folkard (J. M. Dent & Sons, 1949). Folgend ein Auszug der insgesamt zehn Farbabbildungen von Willcox Smith:

Jessie Willcox Smith (1920)
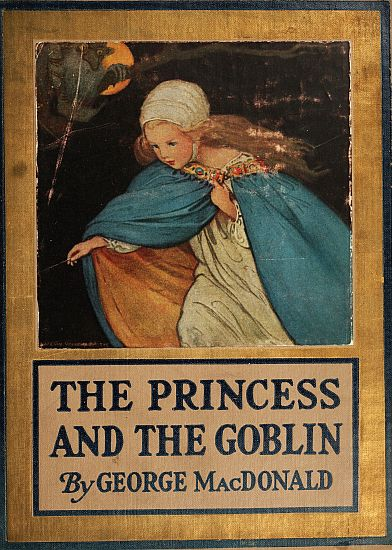
Cover der von Jessie Willcox Smith illustrierten Ausgabe (1920)
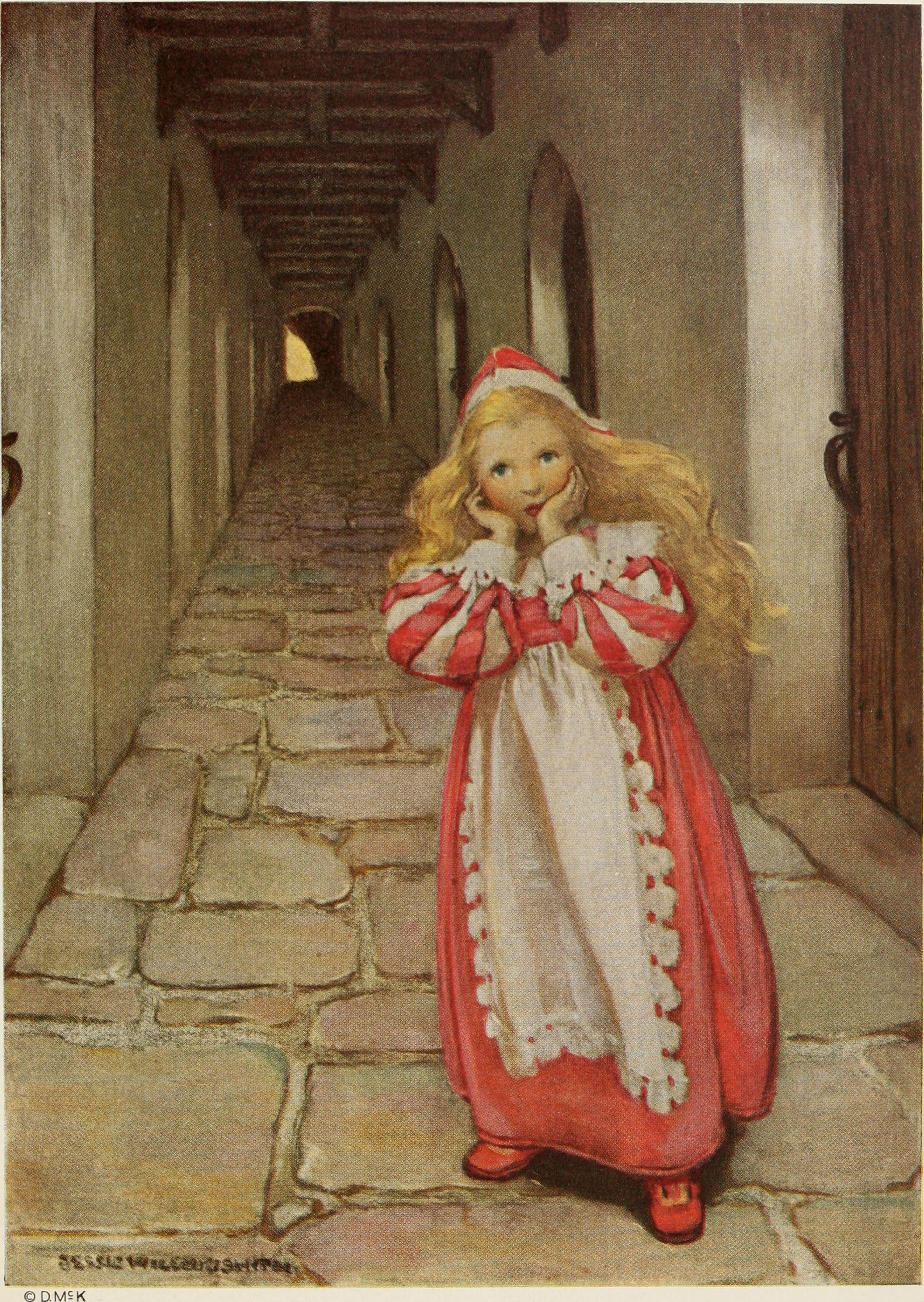
Prinzessin Irene verläuft sich in den Weiten der Schlossmauern
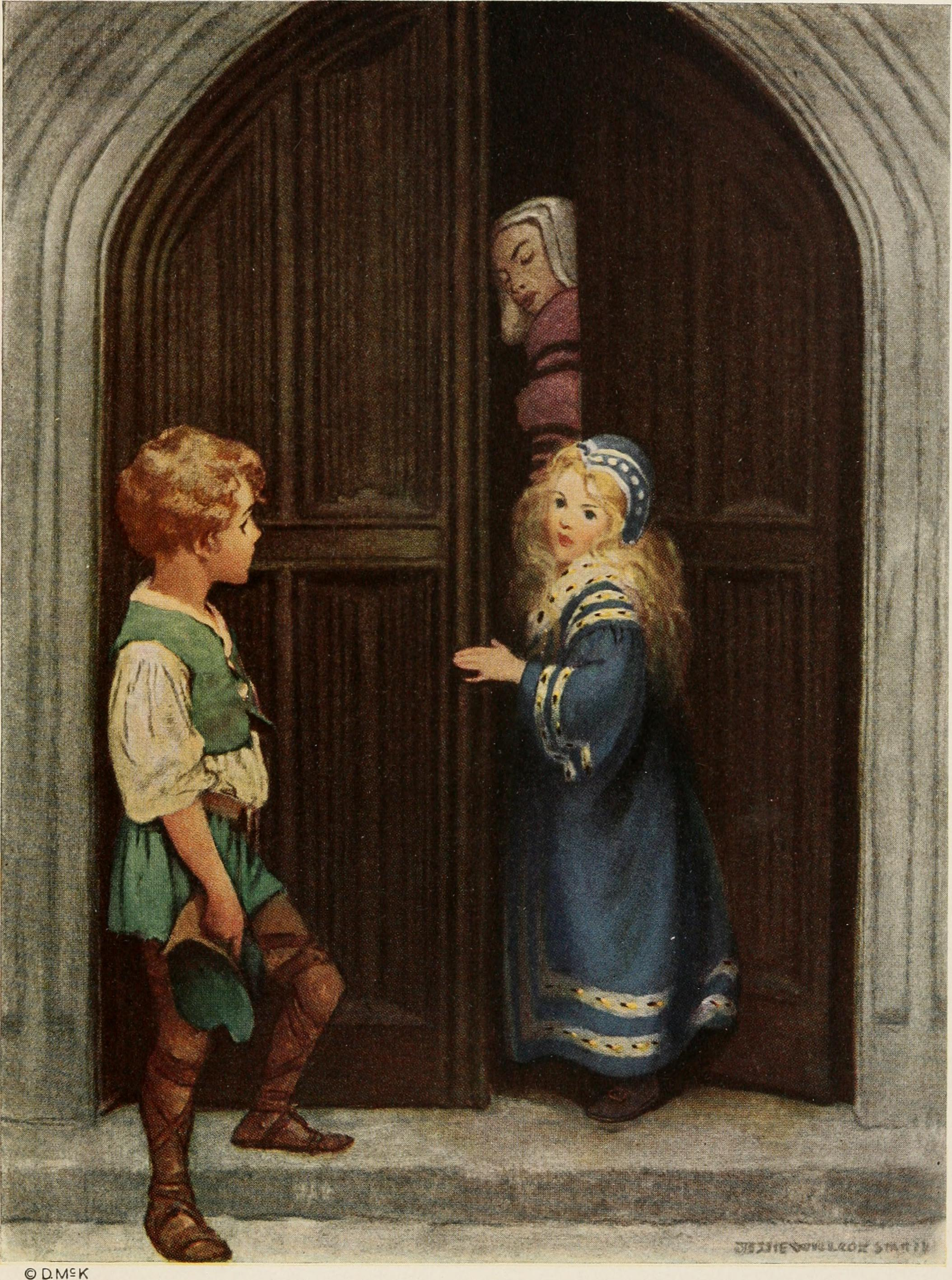
Curdie verabschiedet sich vor der Schlosstüre von der Prinzessin
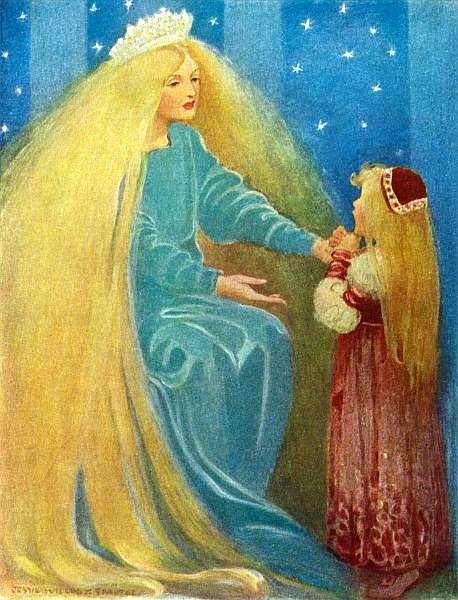
Ihre Urururgroßmutter empfängt Prinzessin Irene im Turm des Schlosses
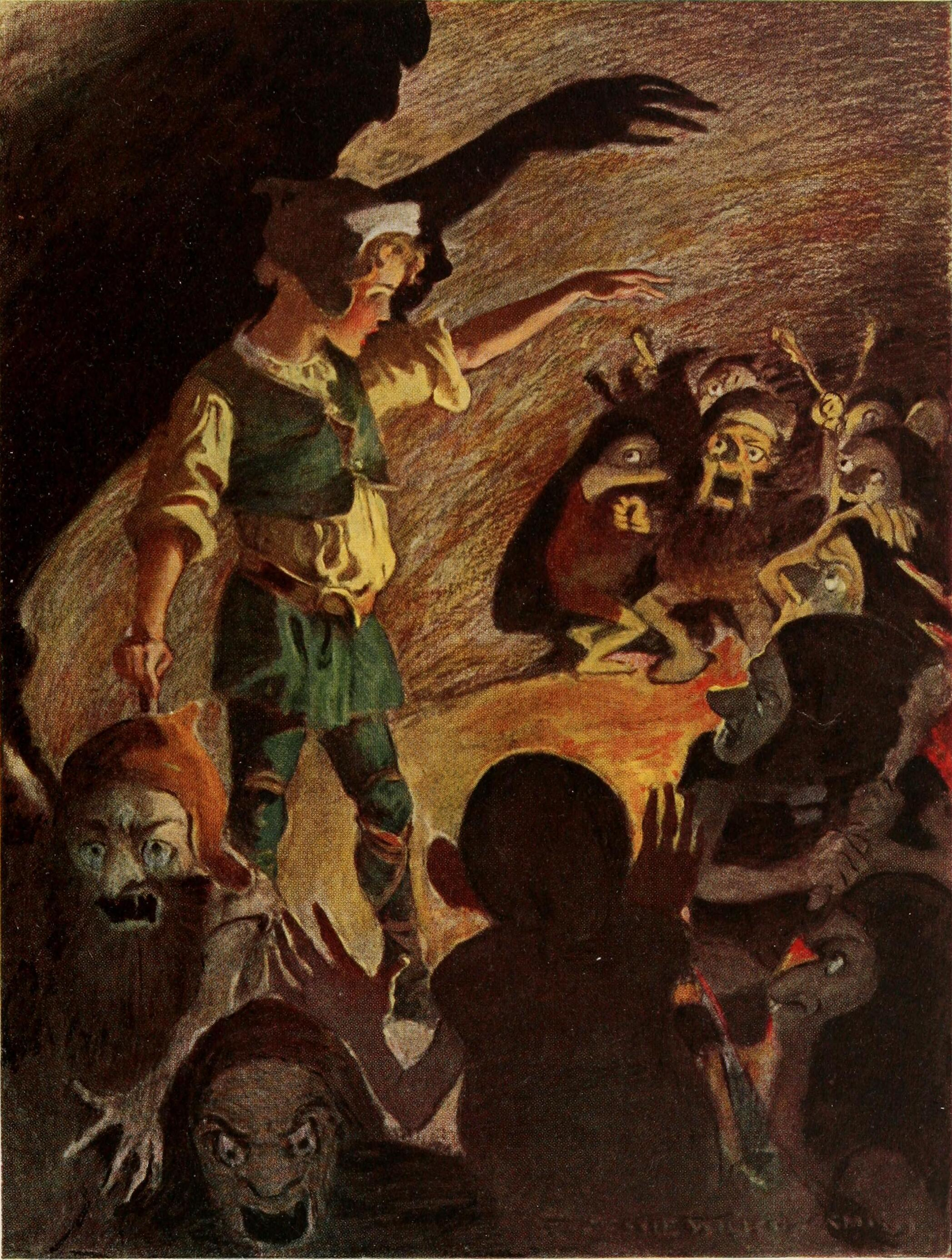
Curdie schüchtert die Kobolde mit Gesang und Grimassen ein
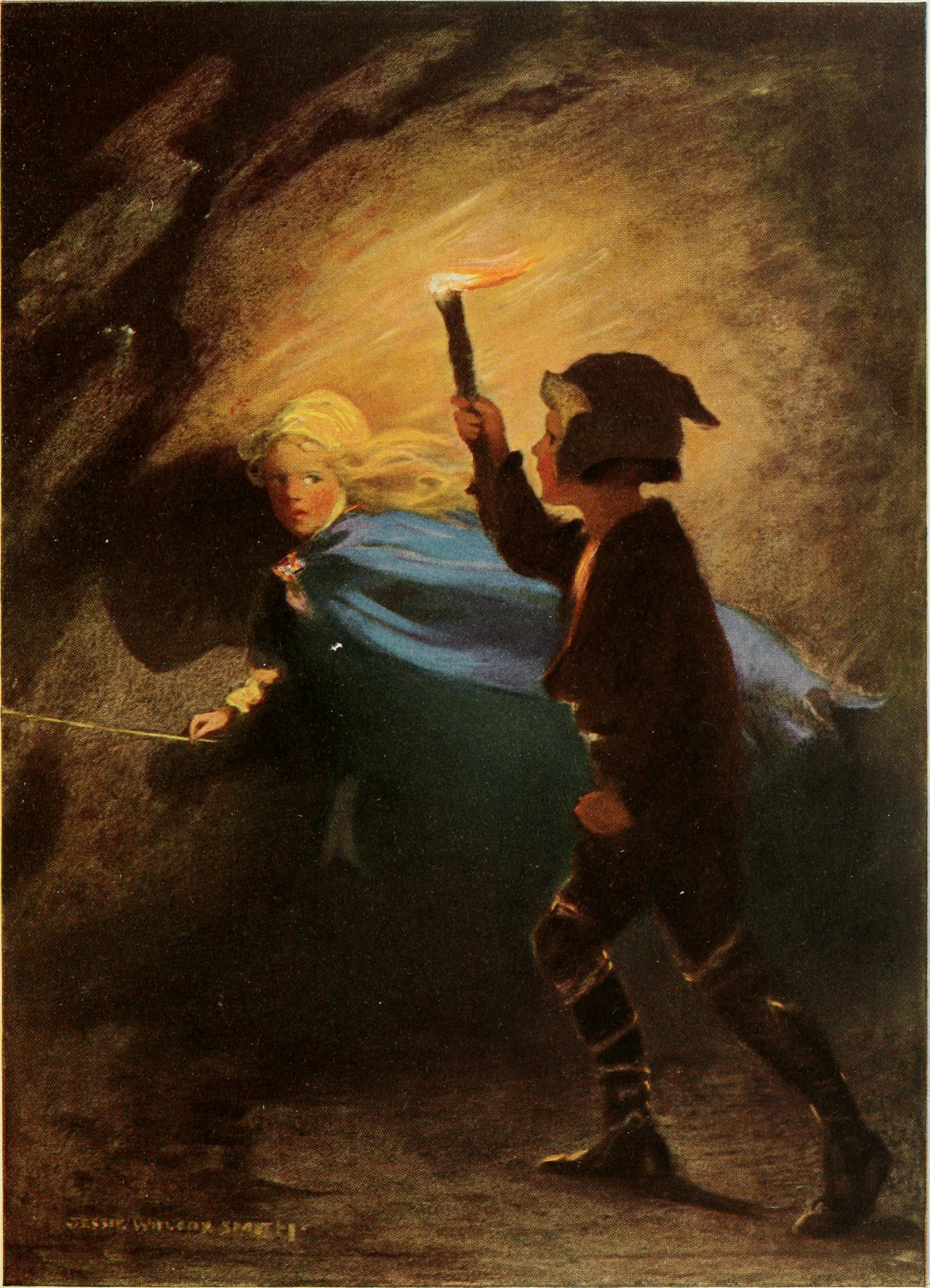
Prinzessin Irene und Curdie fliehen aus der Höhle der Kobolde

## Symbolik

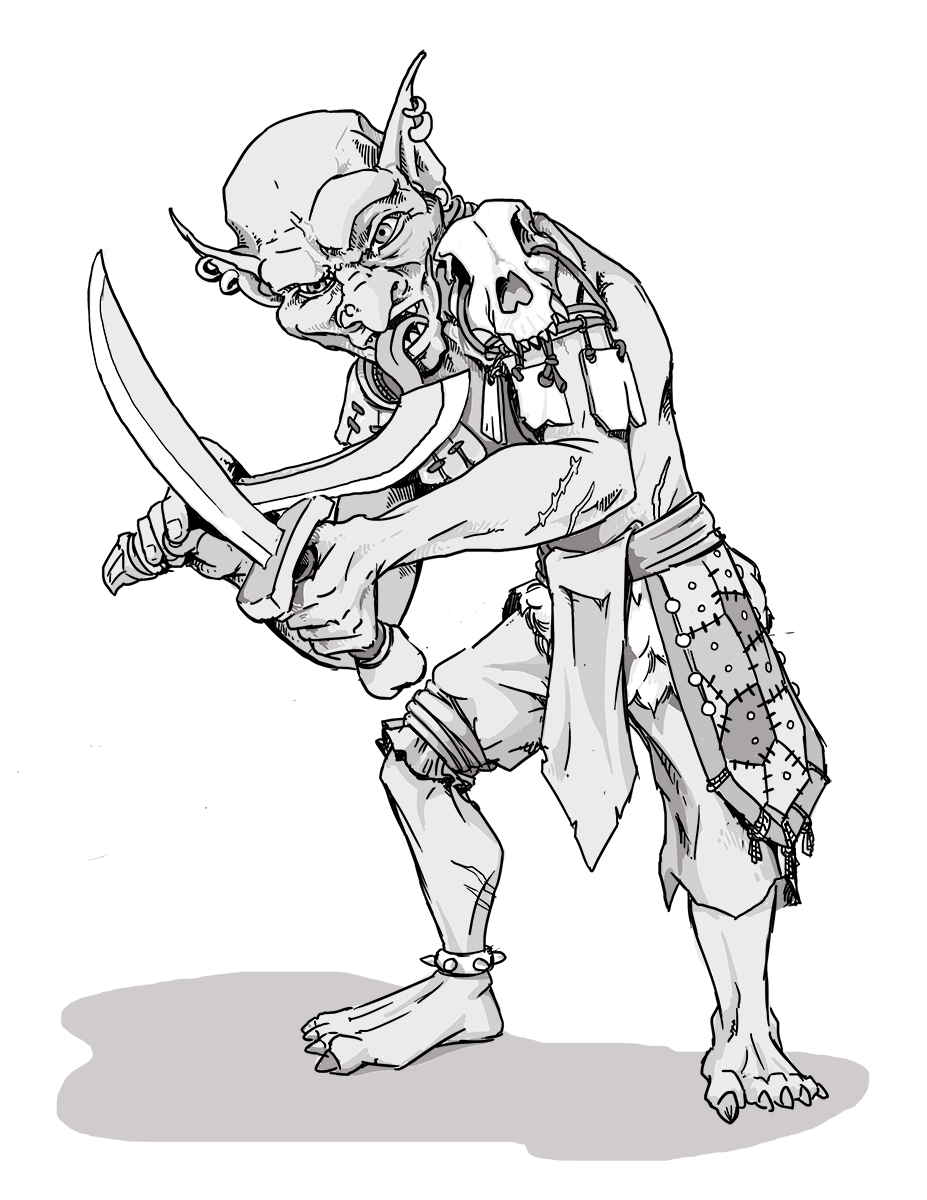
Goblin aus Dungeons & Dragons, wiederum inspiriert vom Werk J. R. R. Tolkiens

Hauptmotive der Geschichte sind Mut und Ehre.
Als Protest gegen den von ihm konstatierten Materialismus forcierte Autor George MacDonald eine Rückbesinnung auf christliche Tugenden und das einfache Leben im Mittelalter, das in Die Prinzessin und der Kobold jedoch verklärt dargestellt wird. Seine Symbolik lässt Einflüsse der romantischen Märchen von E. T. A. Hoffmann und Novalis sowie Ideen von Jean-Jacques Rousseau und Emanuel Swedenborg erkennen.
Das Bergwerk und die unterirdischen Bauten der Goblins stehen – wie in der deutschen Romantik – für das „Unbewusste, Triebhafte“ bzw. den Körper. Die Ururgroßmutter im höchsten Turm des Schlosses repräsentiert im Gegensatz dazu das Über-Ich bzw. den Geist. Prinzessin Irene, Sinnbild für das Ich bzw. den Verstand, bewegt sich zwischen beiden Welten. Sie ist dazu auserwählt, unter der Mithilfe Curdies die Gegensätze von Tag und Nacht, Wirklichkeit und Traum, Jugend und Alter usw. zu vereinen. Dadurch vermittelt sie zwischen über- und unterirdischer Welt bzw. Märchenland und Schattenwelt. Durch ihre Zuneigung zu Curdie setzt bei ihr ein Reifungsprozess ein, durch den sie zunehmend an Selbstvertrauen gewinnt und aktiv in die Handlung eingreift. Mit einem Kuss am Romanende bekennt sie sich zu ihrer nicht standesgemäßen Liebe. In ihrem Status als Prinzessin drückt sich nicht nur ihre adlige Herkunft, sondern auch ein gewisser „Seelenadel“ aus. Der aus dem Griechischen stammende Name Irene bedeutet so viel wie „Frieden“ und wurde von MacDonald wohl als programmatische Ansage gewählt. Curdie kann als Analogie auf Apostel Petrus gelesen werden, denn trotz der berufsbedingten Nähe zum unterirdischen Dasein erliegt er nicht der Versuchung und kann durch seinen „Geistesadel“ eine höhere Bewusstseinsebene erlangen.
Besonderes Augenmerk gilt in der literaturwissenschaftlichen Rezeption des Werks der Großmutterfigur. Die Ururgroßmutter Irenes tritt vielgestaltig auf und verkörpert mal eine alte Zauberin und mal die weibliche Schönheit. MacDonald verarbeitete in der Figur seine undogmatischen Ansichten vom Verhältnis zwischen innerem und äußerem Wesen des Menschen sowie sein Verständnis von Glaube und Erkenntnis. So ist es nur ausgewählten Personen möglich, die Ururgroßmutter überhaupt wahrzunehmen, beispielsweise gelingt dies Curdie nicht sofort, da ihm anfangs der Glaube fehlt („Seeing is not believing – it is only seeing“). Es wurde vom Autor bewusst offen gelassen, ob es sich bei den Begegnungen um Traum oder Wirklichkeit handelt. Für die Prinzessin verkörpert sie außerdem einen Mutterersatz und wirkt als „Priesterin“ bei der Initiation ins Erwachsenwerden. Mit ihrer magisch-mystischen Präsenz ist eine Reihe weiblicher und spiritueller Symbole verbunden, darunter eine mondähnliche Silberkugel, die sie benutzt, um Irene und Curdie durch die Nacht zu führen. Da der Mond nicht über eine eigene Lichtquelle verfügt und für den Beobachter seine Form ändert, steht er für Abhängigkeit, Transformation und Wachstum – Eigenschaften, die traditionell als feminin aufgefasst werden.
Das böse Gegenstück zur liebevollen, hilfsbereiten Großmutter bilden die Goblins, deren niedrige Wesensart MacDonald durch eine ausführliche Beschreibung sowie eine eigene Genealogie betont. Er schildert die Höhlenbewohner als egoistische Biester mit steinharten Köpfen, verkrüppelten Körpern, empfindlichen Füßen ohne Zehen und panischer Angst vor musikalischen Klängen. Ursprünglich waren sie gewöhnliche Menschen, die durch das Leben unter der Erde zu minderwertigen Wesen degenerierten. Dieter Petzold schrieb 1981, George MacDonald hätte durch den detaillierten Gebrauch biologisch-soziologischer Kategorien zugleich eine Parodie auf die Evolutionstheorie Charles Darwins verfasst. Sein reichhaltiger Symbolismus brachte MacDonald unter späteren Autoren den Ruf eines „mythmakers“ ein.

## Rezeption
Im Epilog zu seinem Roman Phantastes (1858) erklärte George MacDonald seinen Märchenbegriff als „Traumarbeit ohne Kohärenz, eine Ansammlung wunderbarer Dinge und Ereignisse, etwa eine musikalische Fantasie, die Harmonie einer äolischen Harfe, die Natur selbst.“ Nach Meinung vieler Kritiker kommt Die Prinzessin und der Kobold diesem Ideal am nächsten, entspricht andererseits aber nicht der durchschnittlichen Märchenidee, da keine traditionelle Liebesgeschichte erzählt wird. Der Roman, der zuerst 1870/71 als Fortsetzungsserie in MacDonalds Zeitschrift Good Words for the Young erschien, gilt heute weitgehend als Klassiker der Kinder- und Jugendliteratur. Aufgrund der schwierigen Symbolik hegen einige zeitgenössische Rezensionen jedoch Vorbehalte gegen den Status als Kinderbuch.
Die Prinzessin und der Kobold hatte erheblichen Einfluss auf die Kinderliteratur des ausgehenden 19. Jahrhunderts. W. H. Auden bezeichnete es 1954 als das einzige englische Kinderbuch in derselben Liga mit Lewis Carrolls Alice-Büchern. Neben J. R. R. Tolkien, der sich zu den Goblins und deren Behausungen in Der Hobbit inspirieren ließ, zählen Frances Hodgson Burnett, C. S. Lewis, Edith Nesbit, Philippa Pearce und Maurice Sendak zu den Bewunderern des Werkes. Dennoch verloren MacDonalds religiöse Themen im 20. Jahrhundert an Relevanz und brachten den Schotten in eine marginale literarische Position.
Die Fortsetzung The Princess and Curdie wurde erstmals fünf Jahre später in der Zeitschrift Good Things veröffentlicht und erschien 1883 in Buchform. Anders als im Original kommt ein deutlicher Zivilisationspessimismus zum Ausdruck. MacDonald entwirft – inspiriert durch William Blake – ein düsteres Gesellschaftsbild, dessen Ende wie die biblische Apokalypse anmutet. Curdie heiratet Prinzessin Irene, nachdem er ein Komplott gegen den König aufgedeckt hat, und wird dessen Nachfolger. Die Ehe bleibt kinderlos und auf Curdie folgt ein gieriger Tyrann, der die Errungenschaften seines Vorgängers zunichtemacht. Die beiden Bücher werden in der englischsprachigen Literatur zusammen als Princess Books oder Curdie Books bezeichnet.

## Adaptionen
Seit Mitte des 20. Jahrhunderts entstanden zahlreiche Adaptionen des Buches. 1961 verfilmte Robert Ellis Miller den Stoff unter dem Titel The Princess and the Goblins mit Shirley Temple, Jack Ging, Irene Hervey und Alice Pearce in den Hauptrollen. Der gut einstündige, vornehmlich komische Spielfilm wurde am 19. März als Episode 24 der zweiten Staffel der NBC-Reihe Shirley Temple’s Storybook ausgestrahlt. Anders als in der Romanvorlage werden Irene und Curdie, gespielt von Temple und Ging, als junge Erwachsene mit romantischen Gefühlen füreinander porträtiert.
Die weltbekannte US-Lyrikerin Sylvia Plath ließ sich von dem Roman zu einem mehrstrophigen Gedicht inspirieren, von dem folgend ein Auszug wiedergegeben wird.
| Initiated by the lunar lamp, Kindling her within a steepled flame, The princess hears the thunder and the pomp Of squadrons underground abducting him Who is the destination of the cord Now bound around her wrist till she redeem This miner’s boy from goblin bodyguard. | Geleitet von der Mondlampe, Entfacht in einer sich türmenden Flamme, Hört die Prinzessin den Donner und den Pomp Von unterirdischen Schwadronen, die ihn entführen, Der das Ziel des Fadens ist, Nun um ihr Handgelenk gebunden, bis sie befreit Dies Bergmanns Knaben aus Koboldhand. |

Eine erste Umsetzung als Zeichentrickfilm entstand 1960 für die Reihe Fractured Fairy Tales innerhalb der humoristischen NBC-Animationsserie The Adventures of Rocky and Bullwinkle and Friends. Obwohl George MacDonald in der DVD-Version nicht als Urheber genannt und auf einige symbolische Elemente verzichtet wird, ist der Plot der Episode The Princess and the Goblins unverkennbar auf sein Werk zurückzuführen.
Ein abendfüllender Zeichentrickfilm von Regisseur József Gémes in britisch-ungarisch-japanischer Co-Produktion erschien 1991. In Deutschland kam er 1993 unter dem Titel Prinzessin Aline und die Groblins in die Kinos. In den USA, wo der Film ein Jahr später anlief, hatte er unter der starken Sommerkonkurrenz zu leiden und erhielt überwiegend negative Kritiken.
Twyla Tharp adaptierte die Geschichte für ein Ballett gleichen Namens, das 2012 in Cumberland, Georgia, Premiere feierte.